# Taquicardia por reentrada nodal AV
A taquicardia por reentrada nodal AV (TRNAV) é um tipo de arritmia cardíaca rápida anormal. Os sintomas podem incluir episódios de palpitações, pulsação visível no pescoço, tonturas, falta de ar, aumento da frequência urinária e dores no peito.   O início é geralmente súbito. As complicações podem incluir um ataque cardíaco em pessoas com doença arterial coronária pré-existente.
Geralmente não está associado a doença cardíaca subjacente. Acredita-se que o mecanismo subjacente envolva duas vias no nó atrioventricular (AV) que conduzem em velocidades diferentes. O diagnóstico é apoiado por um eletrocardiograma (ECG) que mostra uma frequência cardíaca regular entre 140 e 280 batimentos por minuto e um complexo QRS estreito. As ondas P geralmente não são visíveis, pois ocorrem dentro do complexo QRS.
O tratamento é feito com manobras vagais específicas, medicamentos ou cardioversão elétrica. Os medicamentos utilizados podem incluir adenosina ou diltiazem. A dose inicial recomendada para cardioversão é de 50 a 100 joules. Os episódios recorrentes podem ser tratados com ablação por radiofrequência. Se isso não for uma opção, betabloqueadores ou diltiazem podem ser usados a longo prazo. O prognóstico é geralmente favorável.
A taquicardia por reentrada nodal AV representa cerca de 60% dos casos de taquicardia paroxística supraventricular (TPSV). O início ocorre mais frequentemente em indivíduos entre os 14 e os 50 anos de idade. As mulheres são afetadas com o dobro da frequência em relação aos homens. O mecanismo subjacente foi descrito pela primeira vez em 1973 por Denes.